# Emancypacja kobiet
Emancypacja kobiet – zwiększenie udziału kobiet w życiu publicznym, zapewnienie im dostępu do szkół średnich i wyższych, poszerzenie ich aktywności zawodowej.

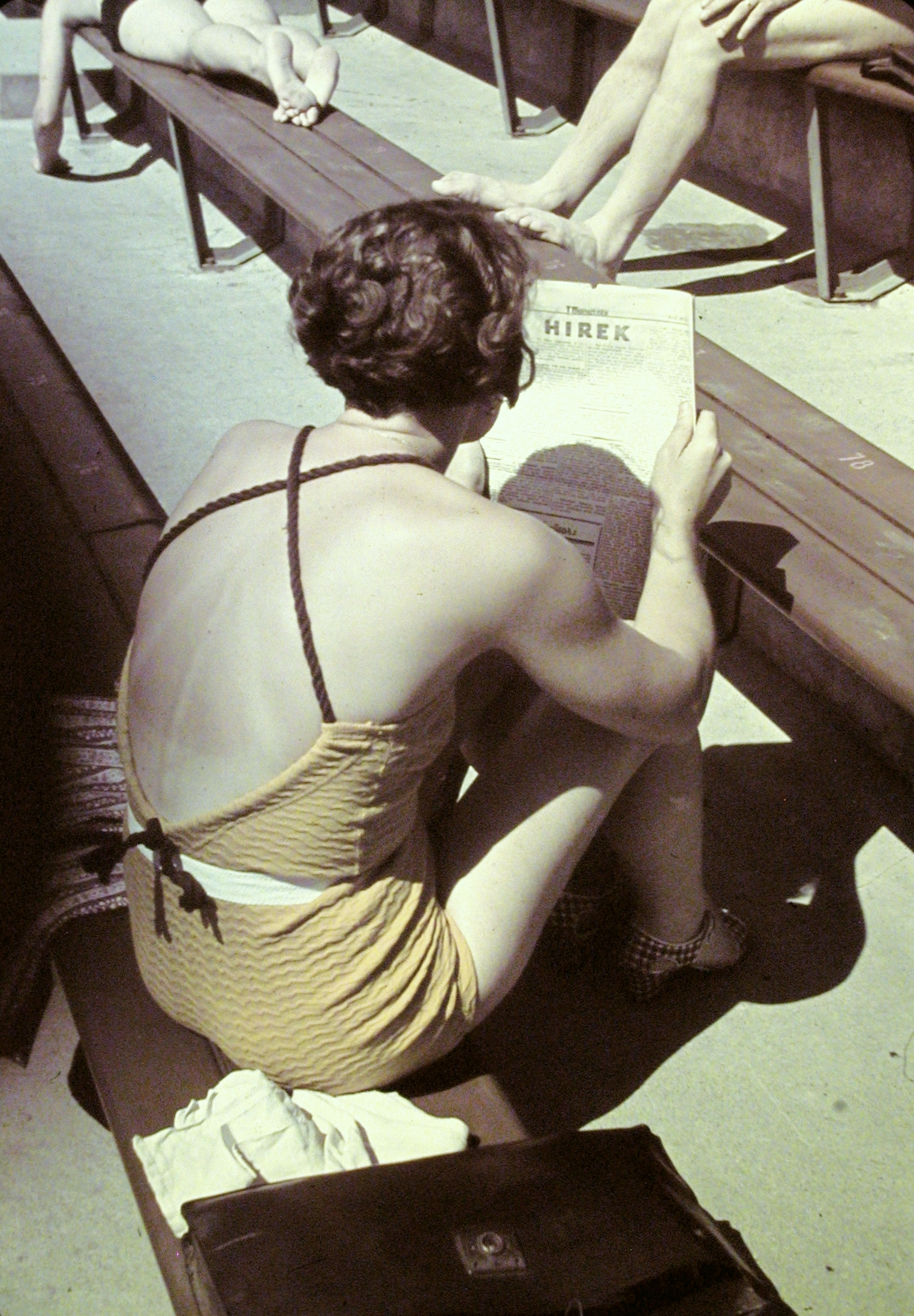
Jeszcze w latach 20. XX w. w wielu krajach świata policja kontrolowała długość kobiecych kostiumów kąpielowych na plażach. W latach 30. XX w. amerykańska aktorka Jane Wyman opalała się już w dwuczęściowym kostiumie kąpielowym, który odsłaniał dużo i zapewniał swobodę. W 1992 roku amerykańskie kobiety wywalczyły w sądzie prawo do publicznego opalania się topless w Nowym Jorku.

## Antecedencje historyczne
Emancypacja kobiet odnoszona jest z reguły do procesów XIX i XX-wiecznych, jednak także wcześniejsze epoki znały przykłady wyraźnego poszerzania ekonomicznych, społecznych, a nawet politycznych praw kobiet. Przykładowo w starożytności pitagorejczycy i Plutarch z Cheronei dopuszczali kobiety na równi z mężczyznami do studiów w szkołach filozoficznych. Kobiety cieszyły się też daleko posuniętym równouprawnieniem w średniowiecznej Flandrii, a polska kultura szlachecka XVI-XVII wieku promowała w małżeństwach kontakty przyjacielskie i partnerskie, nie zaś oparte na podległości.

## XVIII-XX wiek
Pierwsze zorganizowane związki kobiet powstały pod koniec XVIII wieku w Stanach Zjednoczonych i Wielkiej Brytanii. Związane było to z ustanowieniem w tych krajach nowoczesnych Konstytucji, które dawały np. wolność zgromadzeń i wolność słowa. W połowie XIX wieku aktywność ruchu kobiecego nasiliła się. Pierwsze sukcesy to dopuszczenie kobiet do studiowania na uniwersytetach i do oficjalnej pracy naukowej. Catherine Brewer jako pierwsza kobieta w 1840 r. otrzymała dyplom ukończenia studiów wyższych i tytuł bachelor's degree (inaczej licencjat). W 1863 r. Francja dopuściła kobiety do studiowania na uniwersytetach, w 1897 Galicja. Pierwszą wykładowczynią na paryskiej Sorbonie w 1906 r. została polska uczona Maria Skłodowska-Curie. We Włoszech przypadki kobiet-wykładowców zdarzały się już w wieku XVIII (Laura Bassi, Maria Gaetana Agnesi - obie Uniwersytet w Bolonii).
Prawo wyborcze dla kobiet udało się wywalczyć w XX wieku. W USA prawo kobiet do głosu wprowadziła 19 poprawka do konstytucji w 1920 r. w szeregu stanów istniało wcześniej. W Polsce kobiety uzyskały prawa wyborcze w chwili odzyskania niepodległości w 1918 roku.

## Feminizm a emancypacja
Dyskusje wokół tego, na czym polegać ma emancypacja kobiet, są bardzo gorące w ramach ruchu feministycznego. Każda kolejna fala feminizmu przynosiła też odmienne rozumienie emancypacji. Pierwsza fala feminizmu i dominujący w niej liberalny feminizm polegała na przyznaniu kobietom równych praw. Z kolei radykalne feministki drugiej fali uznają to za niewystarczające, wskazując na konieczność całościowej przebudowy społeczeństwa.